# Lobelia barnsii
Lobelia barnsii là loài thực vật có hoa trong họ Hoa chuông. Loài này được Exell mô tả khoa học đầu tiên năm 1944.